# بهشت مجردها
بهشت مجردها (انگلیسی: Bachelor's Paradise) یک فیلم درام صامت به کارگردانی ژرژ آرشنبو است که در سال ۱۹۲۷ منتشر شد.

## بازیگران
- سالی اونیل
- ادی گریبون
- جیمز فینلیسون
- سیلویا اشتن
- جین لاورتی
- رالف گریوز